# كينغو أوتا
كينغو أوتا (باليابانية: 太田 賢吾) (مواليد 16 نوفمبر 1995) هو لاعب كرة قدم ياباني.

## وصلات خارجية
- كينغو أوتا على موقع رابطة كرة القدم اليابانية للمحترفين (اليابانية)
- كينغو أوتا على موقع Soccerway.com (الإنجليزية)